# 26 Dywizja Pancerna (III Rzesza)
26 Dywizja Pancerna (niem. 26. Panzer-Division) – niemiecka dywizja pancerna z okresu II wojny światowej

## Historia
Dywizja została zorganizowana rozkazem z dnia 14 września 1942 roku we Francji na bazie niedobitków 23 Dywizji Piechoty. Do lipca 1943 roku stacjonowała na terenie Francji, będąc w odwodzie Grupy Armii D. 
W związku z kapitulacją Włoch w lipcu 1943 roku została przerzucona na południe Włoch, gdzie weszła w skład LXXVI Korpusu Pancernego Grupy Armii C i od sierpnia walczyła w Kalabrii przeciwko wojskom alianckim. Od września do listopada 1943 roku walczyła w rejonie Salerno. 
W styczniu 1944 roku w związku z lądowaniem wojsk alianckich pod Anzio została przerzucona do walki z lądującymi oddziałami. W maju 1944 roku część sił dywizji wzięła udział w walkach w rejonie Monte Cassino. 
Następnie prowadziła walki obronne i cofała się na północ, walczyła wtedy w rejonie Nettuno, Rimini, Ravenny. Od stycznia 1945 roku broniła obszaru wzdłuż wybrzeża Adriatyku. W kwietniu 1945 roku wzięła udział w walkach o Bolonię, gdzie walczyła przeciwko oddziałom 2 Korpusu Polskiego. Po utracie Bolonii wycofała się na północ i ostatecznie w maju 1945 roku skapitulowała.

## Oficerowie dowództwa dywizji
Dowódcy dywizji
- płk/gen. mjr Smilo Freiherr von Lüttwitz (1942–1944)
- płk/gen. mjr Eduard Crasemann (1944–1945)
- płk Alfred Kuhnert (1945)
- gen. mjr Viktor Linnarz (1945)

## Skład
1942
- 26 pułk pancerny (Panzer Regiment 26)
- 26 Brygada Grenadierów Pancernych (Panzer Grenadier Brigade 26) 
  - 9 pułk grenadierów pancernych (Panzer Grenadier Regiment 9)
  - 67 pułk grenadierów pancernych (Panzer Grenadier Regiment 67)
  - 26 batalion motocyklowy (Kradschützen Bataillon 26)
- 93 pułk artylerii pancernej (Panzer Artillerie Regiment 93)
- 26 pancerny batalion rozpoznawczy (Panzer Aufklärungs Abteilung 26)
- 304 dywizjon artylerii przeciwlotniczej (Heeres Flak Artillerie Abteilung 304)
- 51 dywizjon niszczycieli czołgów (Panzerjäger Abteilung 51)
- 93 pancerny batalion pionierów (Panzer Pionier Bataillon 93)
- 93 pancerny batalion łączności (Panzer Nachrichten Abteilung 93)
- 23 batalion pionierów (Pionier Bataillon 23)

1944
- 26 pułk pancerny (Panzer Regiment 26)
- 9 pułk grenadierów pancernych (Panzer Grenadier Regiment 9)
- 67 pułk grenadierów pancernych (Panzer Grenadier Regiment 67)
- pułk grenadierów wzmocnienia (Verstarktes-Grenadier-Regiment)
- 93 pułk artylerii pancernej (Panzer Artillerie Regiment 93)
- 26 pancerny batalion rozpoznawczy (Panzer Aufklärungs Abteilung 26)
- 304 dywizjon artylerii przeciwlotniczej (Heeres Flak Artillerie Abteilung 304)
- 51 dywizjon niszczycieli czołgów (Panzerjäger Abteilung 51)
- 93 pancerny batalion pionierów (Panzer Pionier Bataillon 93)
- 93 pancerny batalion łączności (Panzer Nachrichten Abteilung 93)
- 23 batalion pionierów (Pionier Bataillon 23)